# Husova kazatelna
Husova kazatelna je přírodní památka o rozloze 9,07 ha, která byla vyhlášena jako maloplošné chráněné území v roce 1977. Nachází se v blízkosti silnice č. 105, přibližně 400 m severozápadně od Žemličkovy Lhoty, která je místní částí obce Petrovice v okrese Příbram.

## Popis lokality

### Geomorfologie a geologické složení
Viklan Husova kazatelna je obří balvan, který byl vytvořen v průběhu miliónů let zvětráváním hlubinných magmatitů a erozně denudačními procesy. S rozměry 4 × 2,5 a výškou 2,7 metru je největším viklanem v České republice. Na území této přírodní památky se vyskytují další kameny různých velikostí – tzv. balvanová stáda i několikametrové skalní bloky, tvořené zdejší specifickou horninou, durbachitem Čertova břemene. Příčinou tmavší barvy této horniny jsou minerály amfibol a biotit. Kromě těchto minerálů jsou součástí zdejšího durbachitu až 2 cm velké vyrostlice bílého živce.

### Původ názvu a místní pověsti
Na svrchní části viklanu je kamenná mísa o rozměrech 80 a 60 cm s odtokovým žlábkem. Tato místa vznikla v důsledku selektivního zvětrávání horniny, přesněji chemickým rozpouštěním minerálů dešťovou vodou, obohacenou o oxid uhličitý.

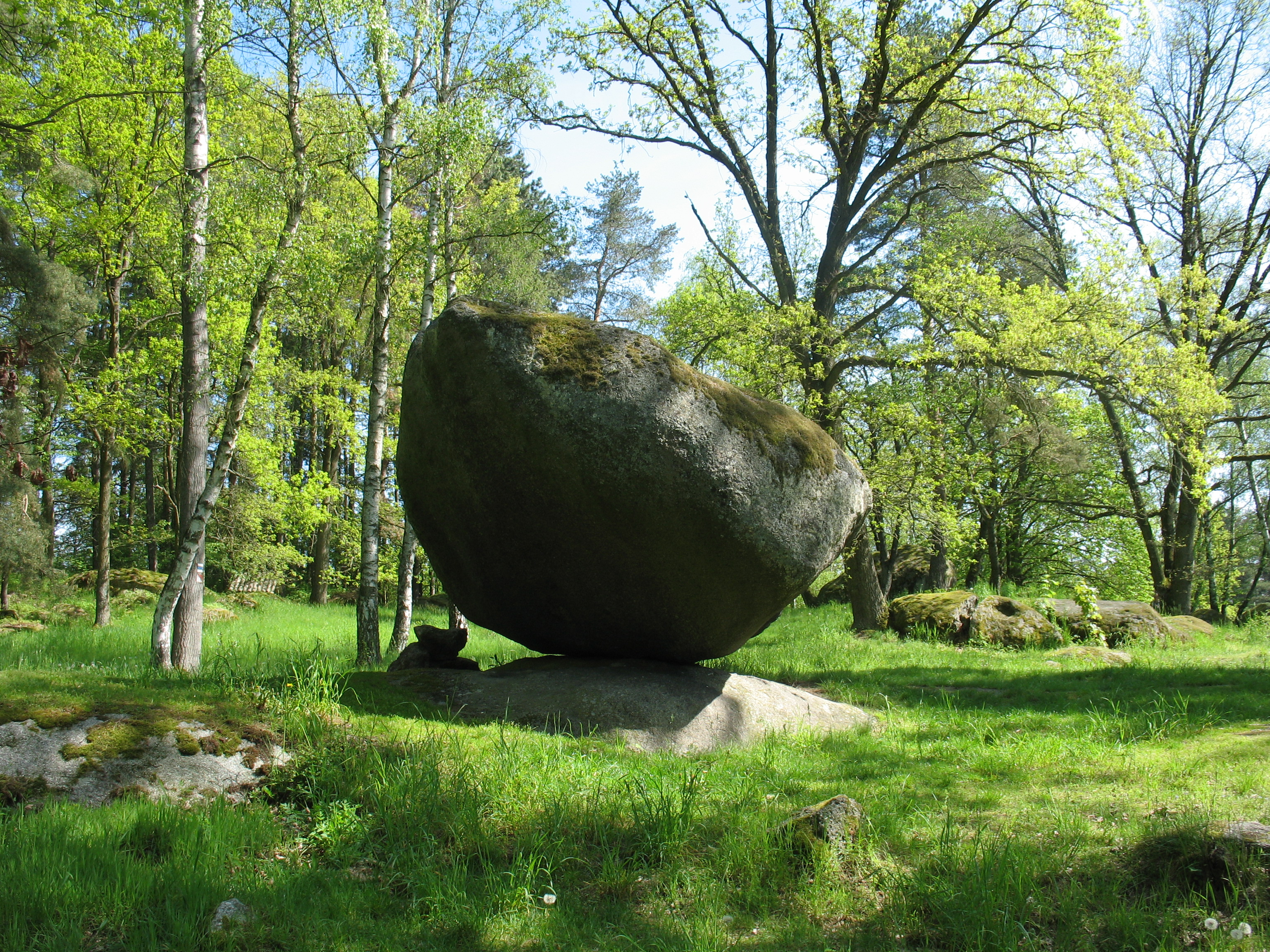
Viklan od jihu

Stejně, jako u řady dalších skalních prohlubní v jiných lokalitách, i zde se lidé mylně domnívali, že šlo o tzv. obětní mísu. Název Husova kazatelna vychází z pověsti, že na tomto kameni stál Mistr Jan Hus při svém kázání, když se zastavil na Petrovicku cestou na Kozí Hrádek. Dle jiné verze místních pověstí byl obří viklan u Žemličkovy Lhoty někdy také nazýván Čertova kazatelna v souladu s tím, jak si lidé v dřívějších dobách vysvětlovali původ vzniku neobvyklých skalních tvarů ve svém okolí.  

### Okolí Husovy kazatelny
Také k jiným velkým balvanům v okolí Husovy kazatelny se váží lidové pověsti. Nejvýraznějším z těchto zvláštních tvarů je Čertův kámen, který byl vlivem termického a mrazového zvětrávání dokonce rozpůlen vedví. Místní pověst jej spojila s osobou známého rybníkáře Jakuba Krčína z Jelčan a Sedlčan. Podle této pověsti jeden z čertů, kteří pomáhali Jakubu Krčínovi stavět tvrz v Křepenicích, při přeletu nad územím u Žemličkovy Lhoty upustil kámen, ten dopadl na zmíněný balvan a tím jej rozpůlil. V lokalitě přírodní památky Husova kazatelna se nacházejí další balvany rozmanitých tvarů, což potvrzují jejich lidové názvy, jako například Zkamenělá žába, Hřib nebo Pecen chleba.

## Galerie

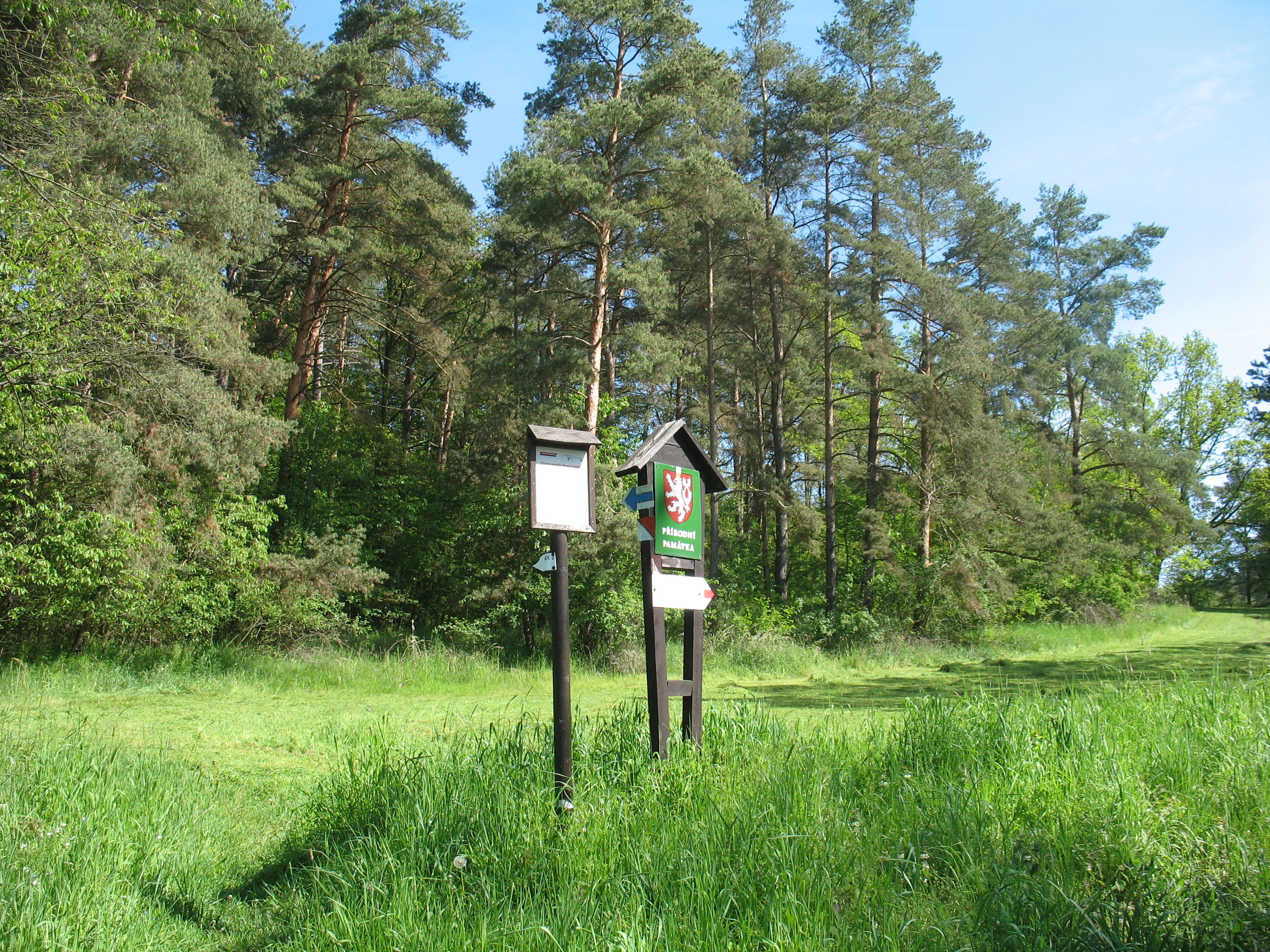
Hranice chráněného území
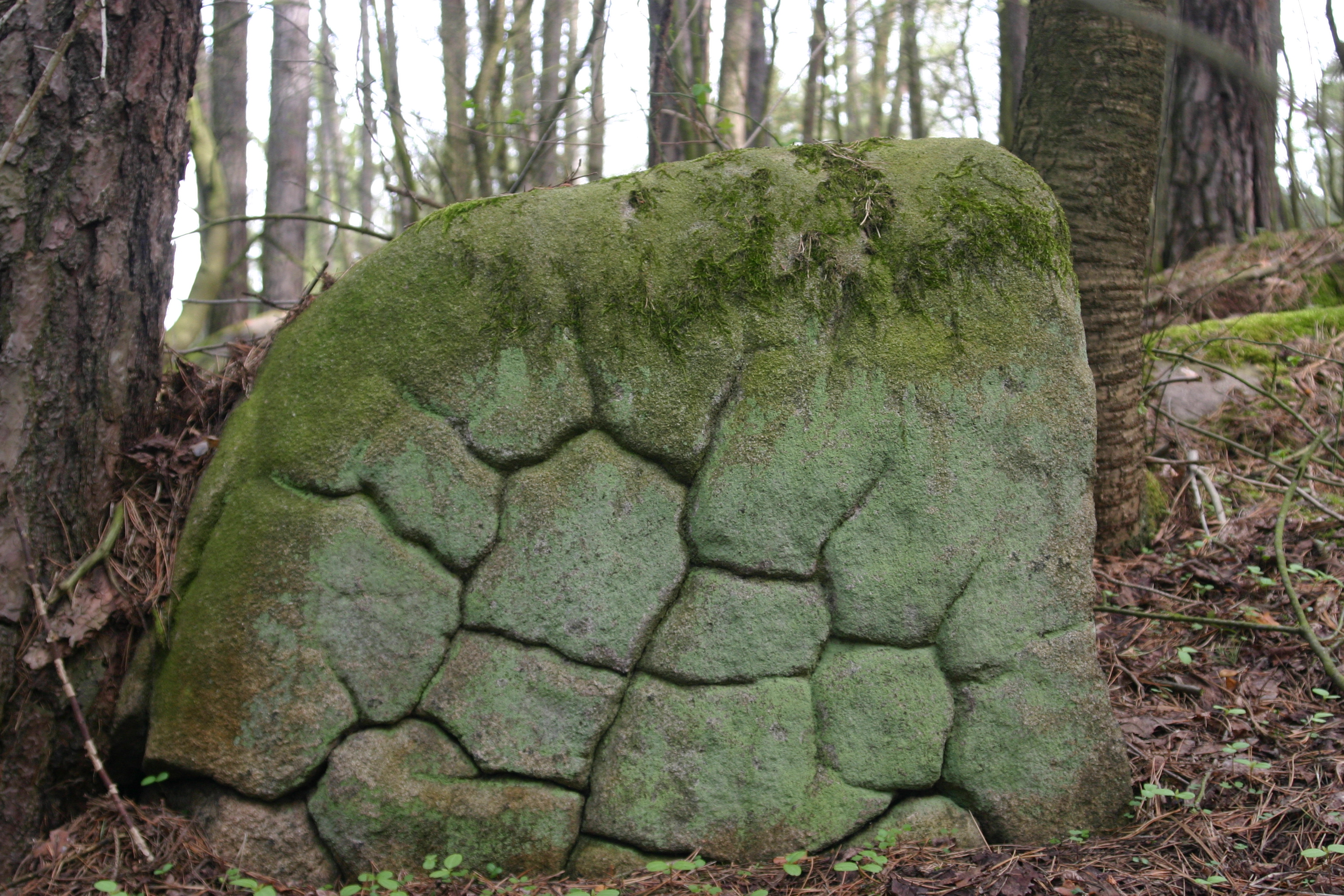
Balvan, připomínající želví krunýř
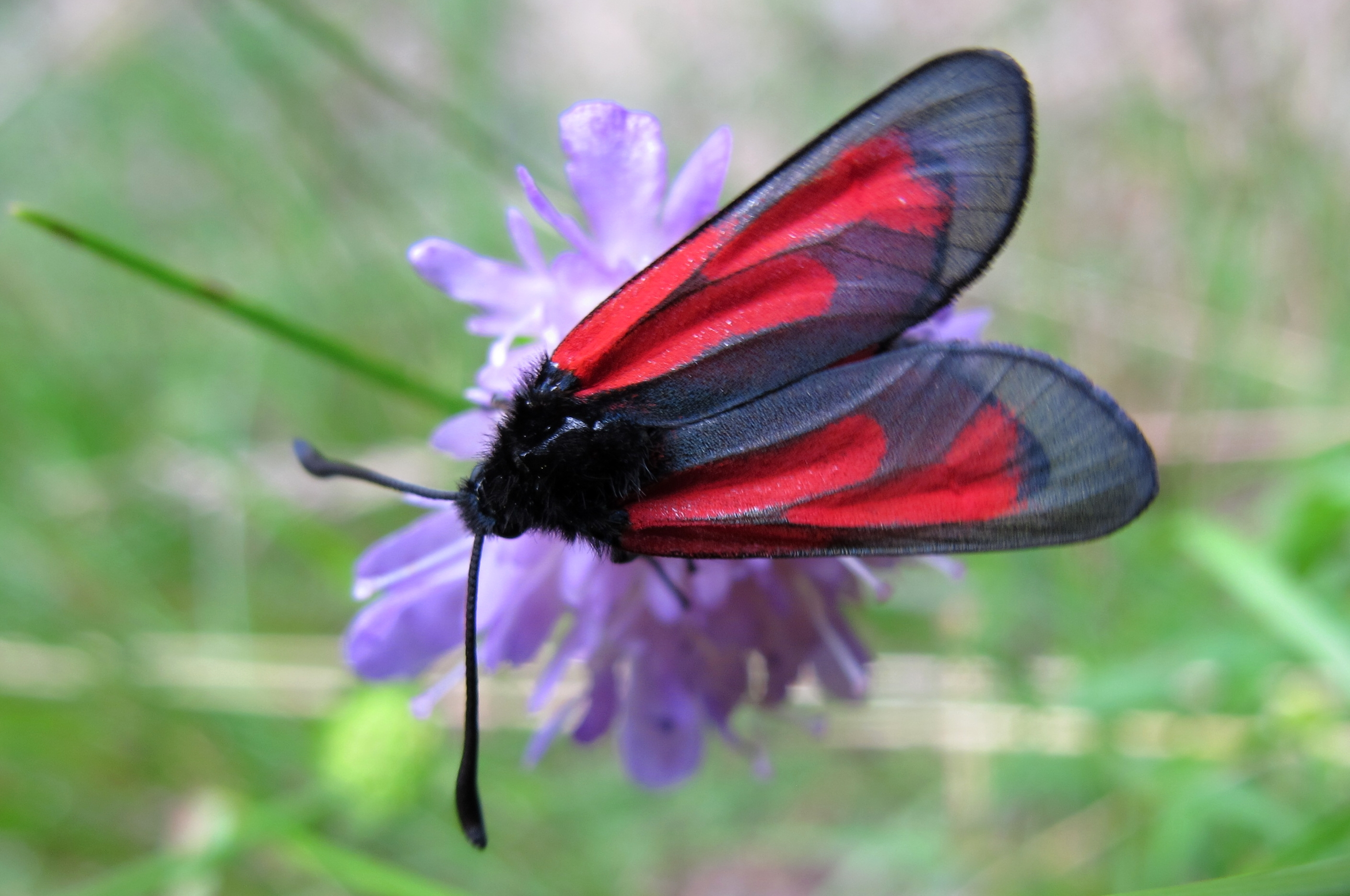
Vřetenuška na květu chrastavce
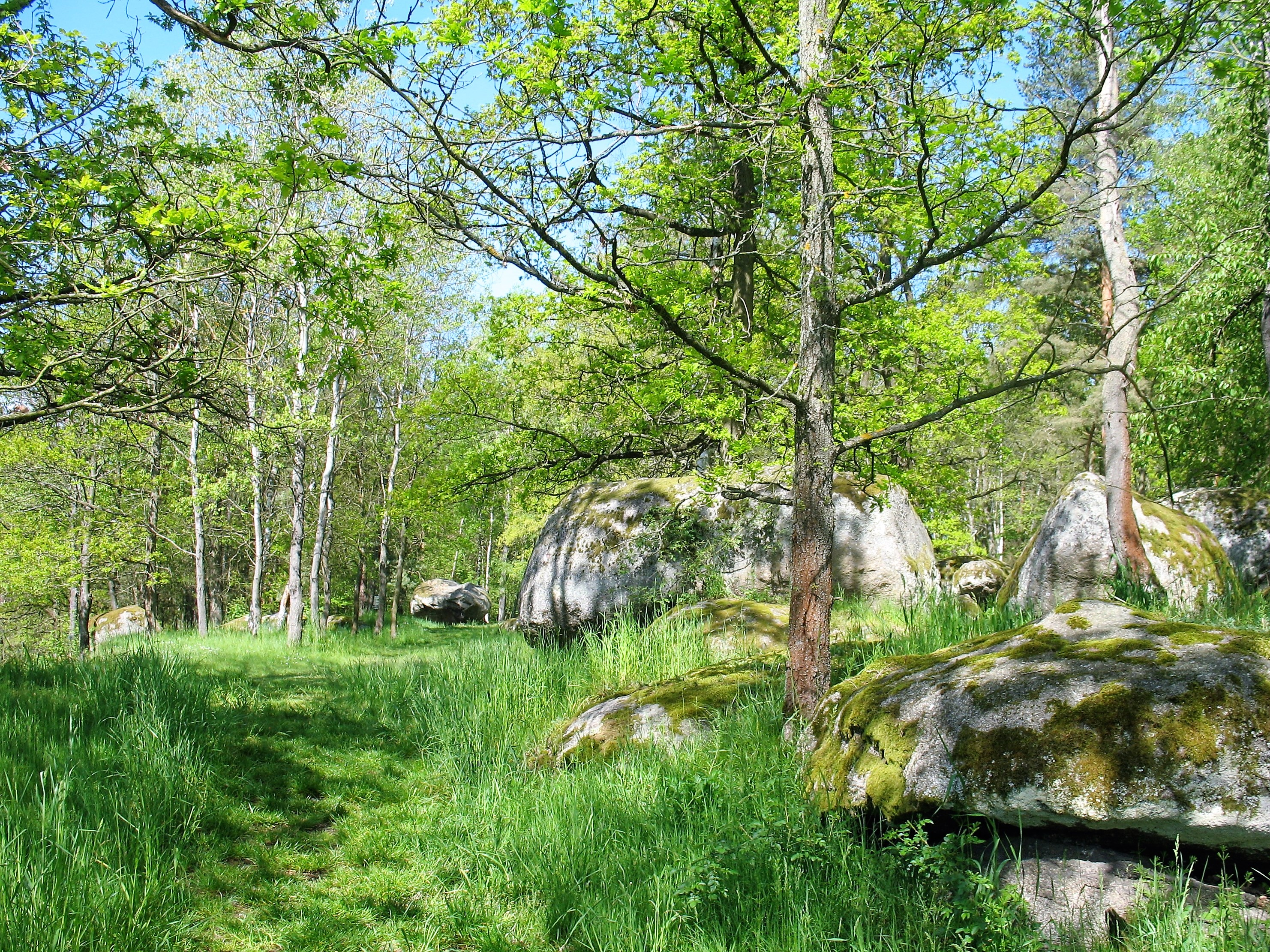
Balvany u cesty k viklanu
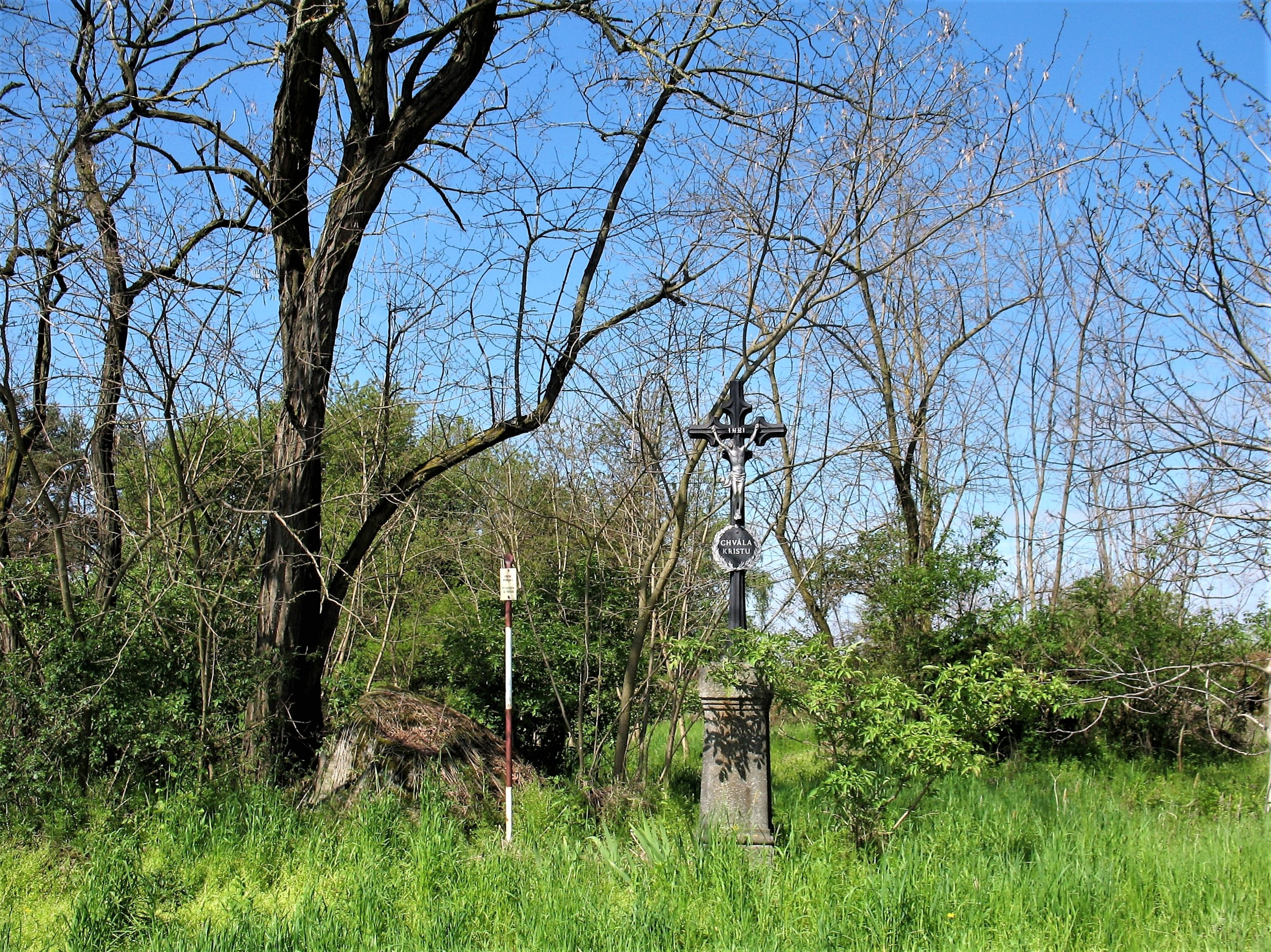
Křížek u rozcestí pod Husovou kazatelnou

.